# Calliandra pilgerana
Calliandra pilgerana är en ärtväxtart som beskrevs av Hermann August Theodor Harms. Calliandra pilgerana ingår i släktet Calliandra och familjen ärtväxter. Inga underarter finns listade i Catalogue of Life.